# Davegoriale
Davegoriale (ook: Daba Gorayyale, Daba-Goroyaale, Dabogoroyaale, Daba Gorayle, Daba Goryle of Daveboriale) is een dorp in het uiterste zuiden van het district Oodweyne, regio Togdheer, in de niet-erkende staat Somaliland, en dus formeel nog steeds gelegen in Somalië. Het dorp ligt op de grens met Ethiopië.

## Kenmerken
Davegoriale ligt in de Haud, een savanne/steppe in de regio Ogaden in het Somalisch-Ethiopische grensgebied die traditioneel door nomadische herders wordt gebruikt. Ook de bevolking aan de Ethiopische zijde van de grens is etnisch Somalisch, en onder andere om die reden wenste Somalië de grens, getrokken door de koloniale machten, niet te erkennen.
Davegoriale bestaat uit een drietal minieme maar dicht bebouwde straatjes met wat losse bebouwing eromheen. Ten noorden van het dorp staat een forse zendmast. Rond Davegoriale liggen meer dan 20 berkads: rechthoekige uitgegraven waterbassins, meestal omheind. Verder westelijk langs de grens ligt Bali Ugaadh (9,8 km). Verder oostelijk langs de grens liggen Gocandhaley (12,0 km), Reidab Khatumo (22,7 km) en Balumbal (37,7 km). Noordelijk van Davegoriale liggen Xayndaanle (21,1 km), Ismail Diiriye (17,3 km) en Galkagudubi (21,2 km). De afstand tot Oodweyne bedraagt 80 km.
In en rond Davegoriale liggen twee terreinen waarvan bekend is of vermoed wordt dat er antipersoneelsmijnen liggen.

## Grensincidenten
Gedurende de jaren 1960 en 1970 vonden er veelvuldig grensincidenten plaats tussen Ethiopië en Somalië. Dit was ook het geval in Davegoriale op 23 juli 1973, toen honderden Somalische schapen en kamelen de grens passeerden en door Ethiopiërs in beslag werden genomen. Er ontstond een vuurgevecht. Volgens de Somalische regering ging het om een provocatie door Ethiopische soldaten die voedsel nodig hadden. Ethiopië zou geweigerd hebben het incident met de Somalische regering te bespreken. Somalië was op dat moment erg beducht voor een vermeende Ethiopische troepenopbouw langs de grens die veel verder ging dan voor defensieve doeleinden nodig zou zijn. Het - relatief kleine - incident was een van de 'dagelijkse Ethiopische provocaties' en was daarom onderwerp van uitgebreid diplomatiek overleg, onder meer tussen de toenmalige Somalische dictator Siad Barre en de Amerikaanse Chargé d’affaires. De spanningen zouden uiteindelijk culmineren in de Ogaden-oorlog van 1977-1978 die eindigde in een nederlaag voor Somalië.

## Klimaat
Davegoriale heeft een gemiddelde jaartemperatuur van 23,4 °C; de temperatuurvariatie is gering; de koudste maand is januari (gemiddeld 20,4°); de warmste september (25,4°). Regenval bedraagt jaarlijks ca. 291 mm met april en mei als natste maanden (de zgn. Gu-regens) en een tweede, minder uitgesproken regenseizoen in september-oktober (de zgn. Dayr-regens); het droge seizoen is van december - februari.